# Alexandra da Grécia e Dinamarca (1870–1891)
Alexandra (em russo: Александра Георгиевна; Corfu, 30 de agosto de 1870 - Moscou, 24 de setembro de 1891) foi uma princesa grega e dinamarquesa pelo nascimento, sendo filha do rei Jorge I da Grécia e sua esposa Olga Constantinovna da Rússia, e Grão Duquesa da Rússia por seu casamento com o Grão Duque Paulo Alexandrovich da Russia. 

## Nascimento e família
Alexandra da Grécia e da Dinamarca nasceu em 30 de agosto de 1870 em Corfu, na residência de verão da família real grega. A princesa Alexandra da Grécia e da Dinamarca era a primeira filha do rei Jorge I da Grécia e da sua esposa, a grã-duquesa Olga Constantinovna da Rússia, depois de dois rapazes (o futuro rei Constantino I e o príncipe Jorge da Grécia e Dinamarca).
Através dos seus irmãos, Alexandra foi tia de três reis e duas rainhas, todos filhos do seu irmão Constantino, uma vez que os três se tornaram reis da Grécia e as suas duas filhas casaram-se, respectivamente, com os reis da Roménia e da Croácia. Através do seu irmão André, era também uma tia do príncipe Filipe, Duque de Edimburgo, atual consorte da rainha Isabel II do Reino Unido.

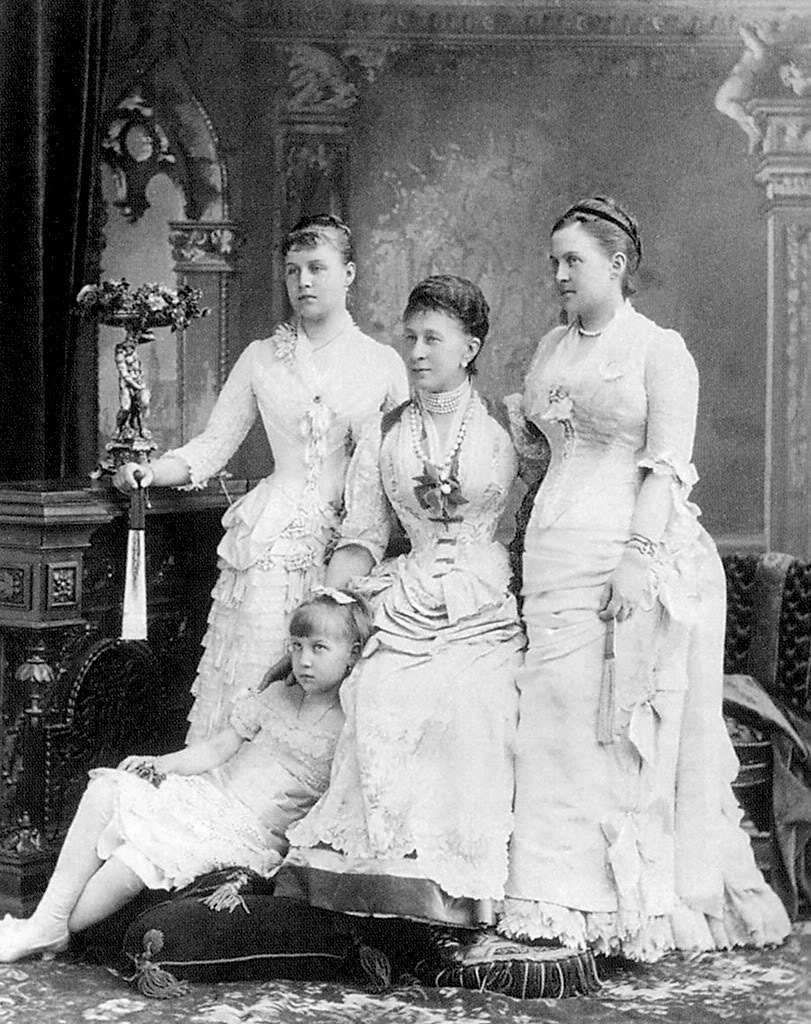
Alexandra com sua irmã mais nova Maria, sua mãe Olga e sua avó materna, a Grã-Duquesa Alexandra Iosifovna.

O pai de Alexandra não era grego, mas tinha nascido um príncipe dinamarquês chamado Guilherme de Eslésvico-Holsácia-Sonderburgo-Glucksburgo, um filho de Cristiano IX da Dinamarca, ele tinha sido eleito para o trono grego na idade de dezessete anos. Assim, a família real grega ascendêia da família real  dinamarquesa e estava em um relacionamento pessoal próximo com as dinastias britânicas e russas desde que as irmãs do rei George, Alexandra e Dagmar, tinham casado os herdeiros aos tronos de Inglaterra e de Rússia. O rei Jorge I da Grécia e a rainha Olga se casaram jovens. Tinham um casamento feliz e oito filhos.

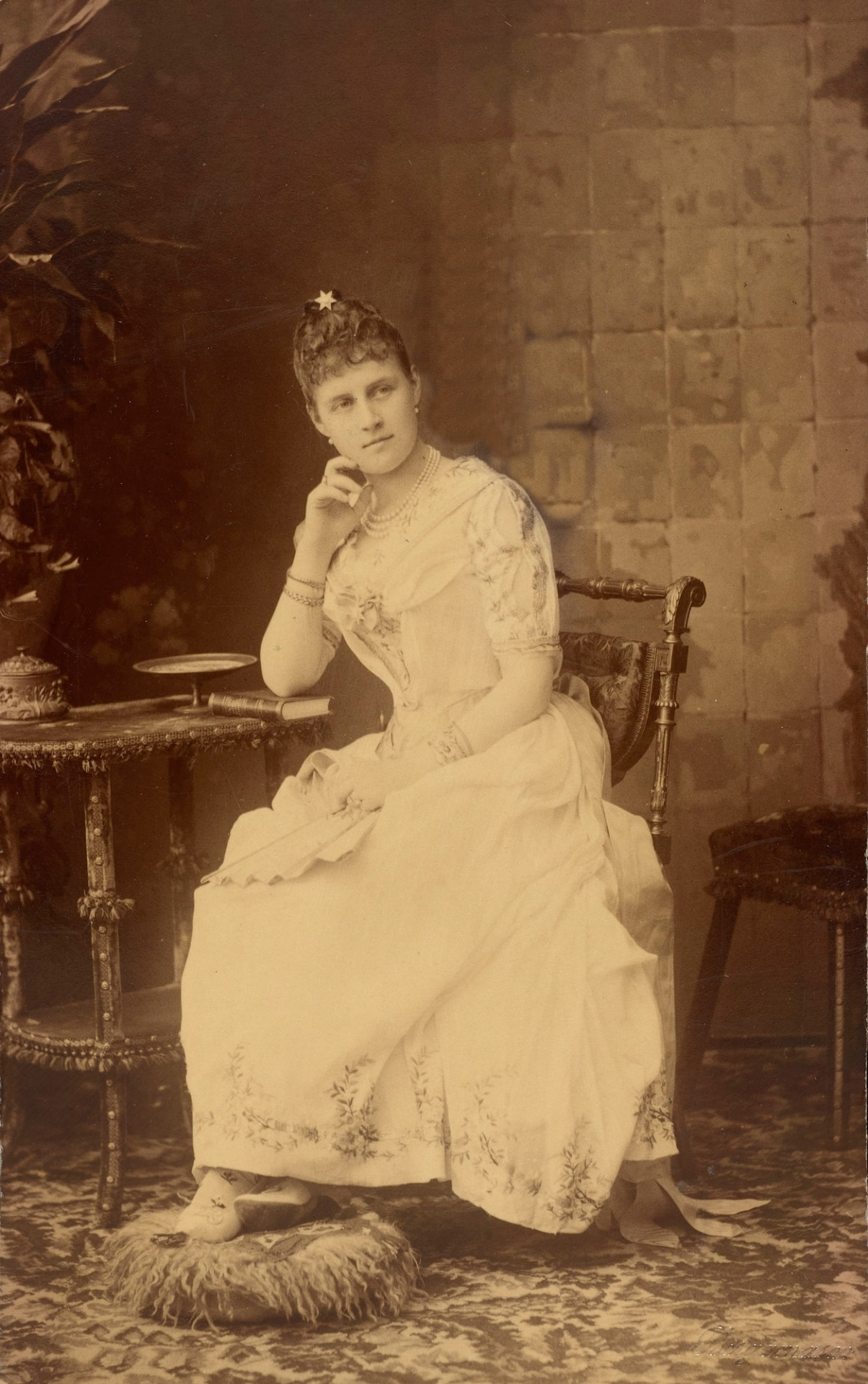
Alexandra Georgievna

A família real grega não era rica pelos padrões reais e viviam com simplicidade. O rei Jorge era um homem taciturno, mas ao contrário da abordagem geral da época, ele acreditava em crianças felizes e irritantes. Os longos corredores do lugar real em Atenas foram usados por Alexandra e seus irmãos para andar de bicicleta, andar de patins, e às vezes um "passeio de bicicleta", liderado pelo próprio rei. Criado pelas babás britânicas, o inglês era a primeira língua das crianças, mas falavam grego entre si. Eles também aprenderam alemão e francês.
Alexandra, que tinha as alcunhas de "Alix Grega" e "Aline" era muito amada pela sua família. Ela tinha uma daquelas personalidades doces e adoráveis que a tornavam querida por todos que a conheciam, recordou o seu irmão, o príncipe Nicolau da Grécia e Dinamarca. Ela sempre pareceu nova e bonita e, desde criança, parecia que a vida não guardava nada a não ser alegria e felicidade para ela.
Alexandra companheiros de brincadeira foram seu irmão Nicolau e sua irmã Maria, que a seguiu em idade. Alexandra passou muitas férias na Dinamarca visitando seus avós paternos. Na Dinamarca, Alexandra e seu irmão encontraram seus primos russos e britânicos em grandes encontros familiares.

## Casamento e filhos

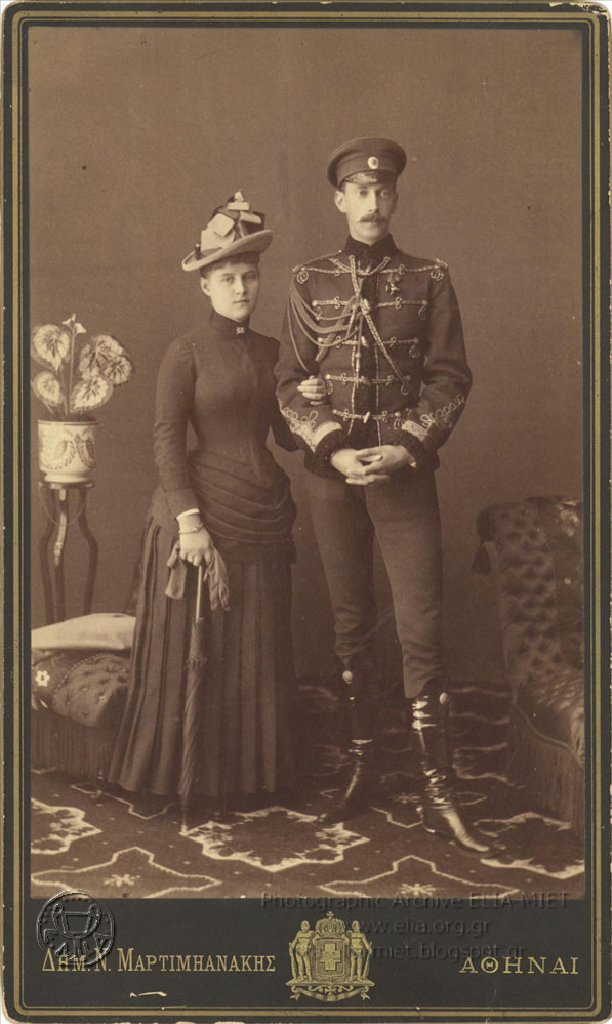
Alexandra com Paulo

Na juventude Alexandra se apaixonou pelo grão-duque Paulo Alexandrovich, o filho mais novo do czar Alexandre II da Rússia e da sua esposa, a czarina Maria Alexandrovna, e Paulo não tardou a retribuir o sentimento de forma que apesar da timidez Paulo logo pediu Alexandra em casamento e os dois se casaram em 1889 quando Alexandra tinha 19 anos.

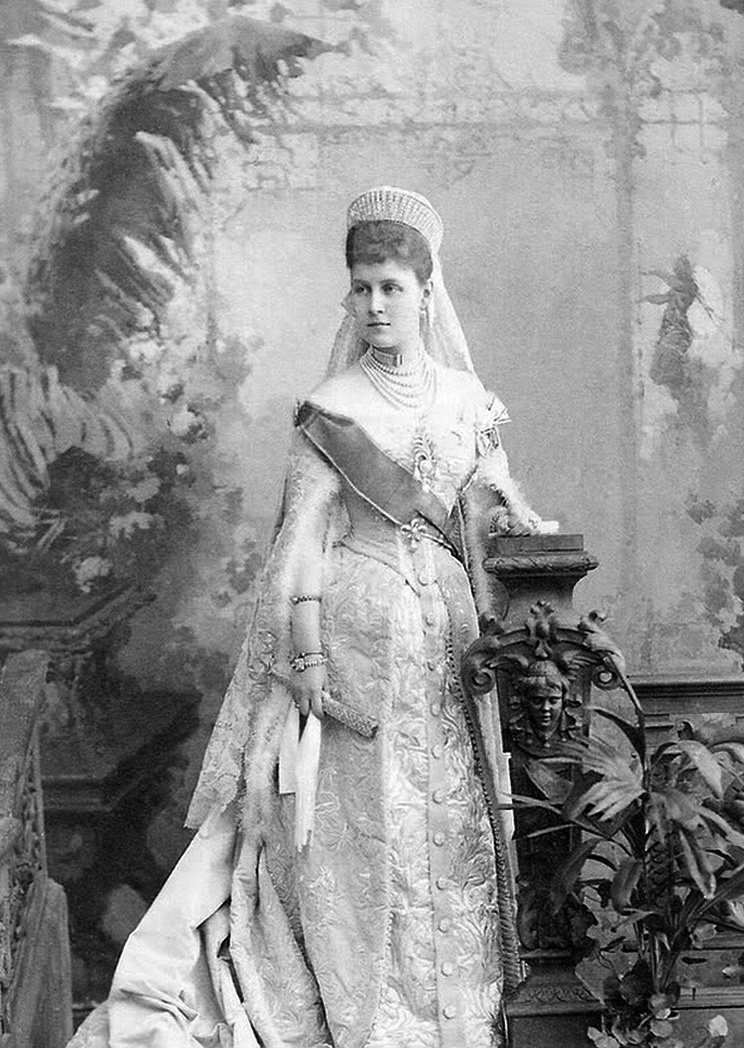
Alexandra no vestido tradicional da corte russa

O casal tornou-se próximo quando o grão-duque começou a passar os invernos na Grécia devido às doenças respiratórias frequentes da sua mãe. A família real grega também costuma passar férias frequentemente com a família romanov tanto em visitas à Rússia como à Dinamarca. Alexandra foi bem recebida na Rússia como grã-duquesa e vivia feliz com Paulo em uma das mais belas mansões de São Petersburgo no cais inglês que Paulo havia comprado há pouco tempo do Barão Stieglitz e que após  se mudarem também era chamada de Novo Palácio Pavlovsk.
Na Rússia Alexandra logo fez amizade com a esposa do irmão mais próximo de Paulo, a grã-duquesa Isabel Feodorovna (conhecida por Ella entre os parentes),e os  dois casais andavam frequentemente juntos. Em 1890 Alexandra ficou grávida de Paulo pela primeira vez e devido a complicações na gravidez o casal foi passar um período em tratamento no Resort Franzensbad na República Checa até que Alexandra deu a luz a grã-duquesa Maria Pavlovna. A chegada de Maria encantou a todos, principalmente aos novos pais que não cansavam de acariciar e brincar com a filha.

## Morte

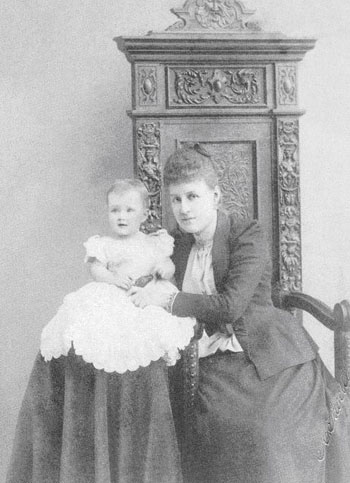
Alexandra com Maria Pavlovna

Em agosto de 1891 no sétimo mês da sua segunda gravidez, Alexandra e Paulo foram passar um tempo em Ilinskoe na propriedade de Sérgio e Ella. No dia 2 de setembro Alexandra queixou-se de dores de cabeça e dores nos membros, 3 dias depois em 5 de setembro Alexandra caiu ao pular para um barco que a levaria com Paulo, Sérgio e Ella para uma ilha onde fariam um picnic, mais não sofreu nada grave. Ainda no dia 5 Alexandra não saiu do quarto para jantar e nem foi a um baile por estar doente do estômago. Sérgio mandou vir de Moscou o ginecologista Dobrinyn que concluiu que estava tudo bem e receitou compressa quente sobre a barriga. As 3 horas de 6 de setembro Alexandra começou a apresentar os sintomas de eclampsia. No dia 6 pela manhã, o Dr. Dobrinyn chegou em Illinskoe e encontrou ao lado da cama de Alexandra o Dr. Forbriher que era médico de Sérgio. O ginecologista-obstreta Gyunst Krasovsky, famoso na Europa e na Rússia viria em 7 de setembro pela noite. As 6h do dia 6 Alexandra teve um terceiro ataque de eclampsia mais grave com convulsões, insuficiência respiratória e perda de consciência depois do qual ela teve que fazer uma ressuscitação cardiopulmonar. Com o consentimento de Paulo removeram o menino por cesariana e com dificuldades respiratórias o grão-duque Demétrio Pavlovich nasceu na manhã de 7 de setembro. Após o parto, Alexandra ficou inconsciente, continuou a fazer ressuscitação e a ter ataques de eclampsia, cerca de 20 no dia 6. No dia 7 pela noite Dr. Krasovsky chegou e, diagnosticou nefrite aguda e prescreveu o tratamento. No dia 7 um padre chegou em Illinskoye. Nos dias 8 e 9 a situação de Alexandra não mudou. No dia 10 Alexandra parecia que iria falar algo mas sofreu um opistótono as 12h causando um forte dano cerebral. Em seguida os ataques começaram novamente. Em 11 de setembro pela noite veio o colapso e Alexandra morreu às 3h da manhã de 12 de setembro. Os pais de Alexandra chegaram a Illinskoe uma hora após sua morte.
No dia do seu funeral, o seu perturbado marido teve de ser segurado pelos seus irmãos e primos para não se atirar para a sepultura com ela. Devido ao seu estado, os dois filhos do casal acabaram por ser adotados pelo irmão de Paulo, Sérgio Alexandrovich, e pela sua esposa Isabel Feodorovna.
Anos mais tarde em 1895, Paulo Alexandrovich se envolveu com a esposa de um ajudante de campo de seu irmão Vladimir, a plebéia Olga Valerianovna von Pistohlkors e após o divórcio de Olga o casal se casou em paris em 1902 contra a vontade do imperador Nicolau II o que acarretou no banimento de Paulo da Rússia.

## Títulos e estilos
- 30 de agosto de 1870 – 17 de junho de 1889: Sua Alteza Real, a princesa Alexandra da Grécia e Dinamarca
- 17 de junho de 1889 – 24 de setembro de 1891: Sua Alteza Imperial, a Grã-Duquesa da Rússia

## Descendência

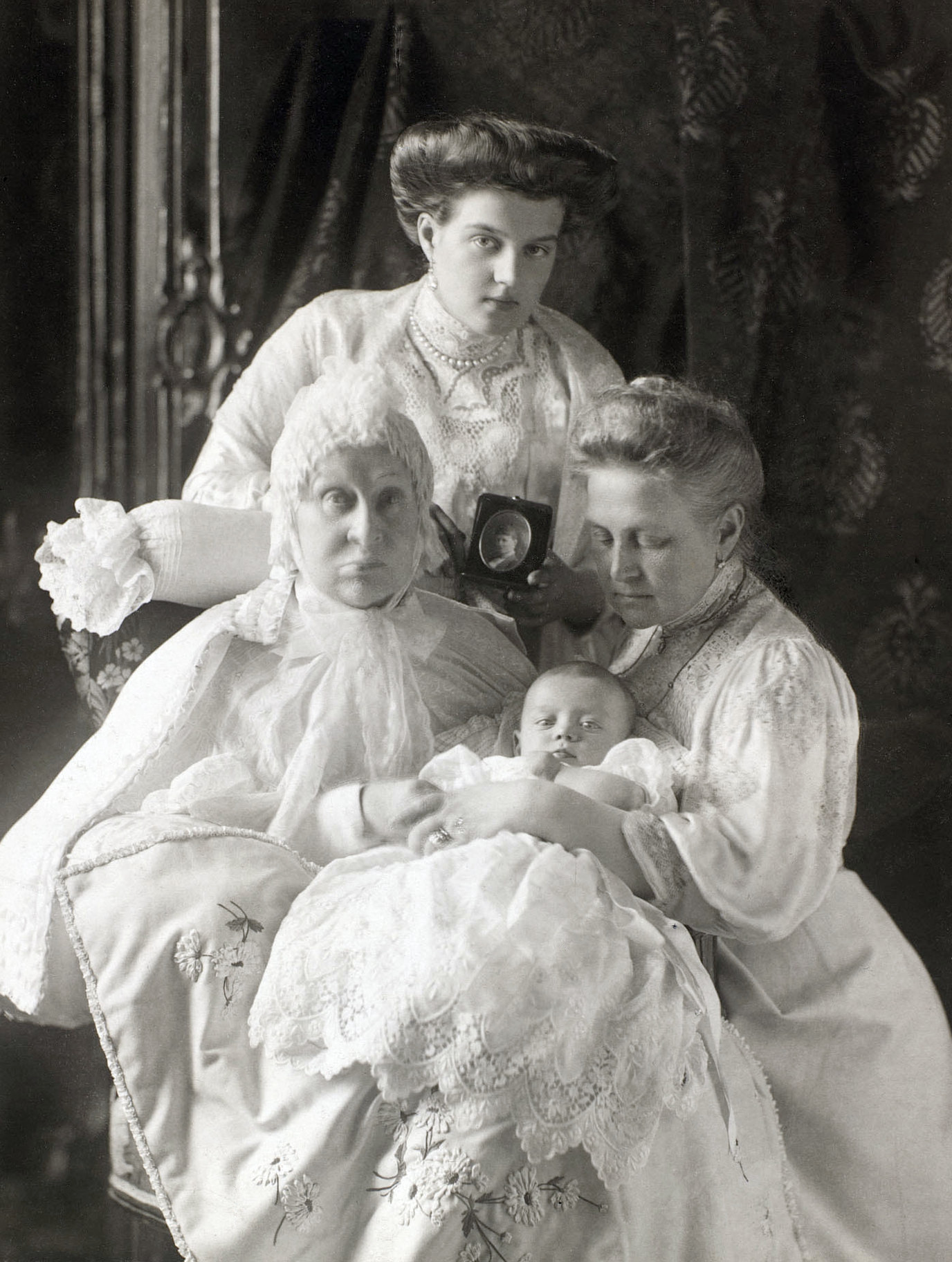
A filha de Alexandra com seu filho, junto a avó e bisavó maternas, segurando um retrato de Alexandra.

| Imagem | Nome               | Nascimento             | Morte                  | Notas                                                           |
| ------ | ------------------ | ---------------------- | ---------------------- | --------------------------------------------------------------- |
|        | Maria Pavlovna     | 18 de abril de 1890    | 13 de dezembro de 1958 | Casou-se com Guilherme, Duque de Södermanland, com descendência |
|        | Demétrio Pavlovich | 18 de setembro de 1891 | 5 de março de 1941     | Casou-se com Audrey Emery, com descendência                     |

## Genealogia
| Alexandra Georgievna | Pai: Jorge I da Grécia             | Avô paterno: Cristiano IX da Dinamarca         | Bisavô paterno: Guilherme, Duque de Eslésvico-Holsácia-Glucksburgo |
| Alexandra Georgievna | Pai: Jorge I da Grécia             | Avô paterno: Cristiano IX da Dinamarca         | Bisavó paterna: Luísa Carolina de Hesse-Cassel                     |
| Alexandra Georgievna | Pai: Jorge I da Grécia             | Avó paterna: Luísa de Hesse-Cassel             | Bisavô paterno: Guilherme de Hesse-Cassel                          |
| Alexandra Georgievna | Pai: Jorge I da Grécia             | Avó paterna: Luísa de Hesse-Cassel             | Bisavó paterna: Luísa Carlota da Dinamarca                         |
| Alexandra Georgievna | Mãe: Olga Constantinovna da Rússia | Avô materno: Constantino Nikolaevich da Rússia | Bisavô materno: Nicolau I da Rússia                                |
| Alexandra Georgievna | Mãe: Olga Constantinovna da Rússia | Avô materno: Constantino Nikolaevich da Rússia | Bisavó materna: Carlota da Prússia                                 |
| Alexandra Georgievna | Mãe: Olga Constantinovna da Rússia | Avó materna: Alexandra Iosifovna               | Bisavô materno: José, Duque de Saxe-Altemburgo                     |
| Alexandra Georgievna | Mãe: Olga Constantinovna da Rússia | Avó materna: Alexandra Iosifovna               | Bisavó materna: Amélia de Württemberg                              |